# Whole Lotta Shakin' (albums)
Whole Lotta Shakin' Goin' On est l'un des célèbres single de Jerry Lee Lewis. Durant sa carrière, il a sorti plusieurs compilations et anthologies, inspirées du titre de la chanson comportant Whole Lotta Shakin.

## Whole Lotta Shakin': Jerry Lee Lewis at His Best
Albums de Jerry Lee Lewis
Rockin' Up A Storm (compilation)
(1996) Whole Lotta Shakin' Goin On: The Very Best of Jerry Lee Lewis (compilation)
(1999)
Whole Lotta Shakin': Jerry Lee Lewis at His Best est une compilation de Jerry Lee Lewis, sortie le 8 avril 1998.
Liste des chansons :
1. Whole Lotta Shakin' Goin' On (Sunny David / Dave Williams / David "Curly" Williams) 2:41
2. Drinkin' Wine, Spo-Dee-O-Dee (Sticks McGhee / J. Mayo Williams) 2:17
3. You Win Again (Hank Williams) 3:03
4. Hi-Heel Sneakers (Tommy Tucker) 3:34
5. Forever Forgiving (Mack Vickery (en)) 2:13
6. Come on In (Bobby Braddock (en)) 2:33
7. Swinging Doors (en) (Merle Haggard) 2:51
8. Sweet Dreams (en) (Don Gibson) 3:06
9. I Love You Because (en) (Leon Payne (en)) 2:22
10. Turn on Your Love Light (en) (Deadric Malone / Joseph Scott) 2:29

## Whole Lotta Shakin' Goin On: The Very Best of Jerry Lee Lewis
Albums de Jerry Lee Lewis
Whole Lotta Shakin': Jerry Lee Lewis at His Best (compilation)
(1998) Whole Lotta Shakin' Goin On: The Very Best of Jerry Lee Lewis (compilation)
(2006)
Whole Lotta Shakin' Goin On: The Very Best of Jerry Lee Lewis est une compilation de Jerry Lee Lewis, sortie le 19 février 1999 sous le label Sun Records.
Liste des chansons :
1. Whole Lotta Shakin' Goin' On (Sunny David / Dave Williams) 2:52
2. Great Balls of Fire (Otis Blackwell / Jack Hammer) 1:57
3. Breathless (Otis Blackwell) 2:41
4. High School Confidential (Ron Hargrave (en) / Jerry Lee Lewis) 2:27
5. Lewis Boogie (Jerry Lee Lewis) 1:59
6. Break Up (Charlie Rich) 2:36
7. Sixty Minute Man (Rose Marks / Billy Ward) 1:48
8. Drinkin' Wine, Spo-Dee-O-Dee (Sticks McGhee / J. Mayo Williams) 2:31
9. Matchbox (Carl Perkins) 1:48
10. Milkshake Madamoiselle (Jack Hammer) 2:11
11. Good Rockin' Tonight (Roy Brown) 2:41
12. Carrying On (Sexy Ways) (Hank Ballard) 1:52
13. Real Wild Child (Wild One) (John Greenham / Johnny O'Keefe / David Owens) 1:53
14. Lovin' Up a Storm (Luther Dixon / Allyson R. Khent) 1:49
15. What'd I Say (Ray Charles) 2:23
16. Ooby Dooby (Wade Moore / Wayde Lee Moore / Alan Penner / Dick Penner) 1:56
17. Rock & Roll Ruby (Johnny Cash) 1:58
18. Jailhouse Rock (Jerry Leiber / Mike Stoller) 1:56
19. Pink Pedal Pushers (Carl Perkins) 2:07
20. End of the Road (Jerry Lee Lewis) 1:46
21. Johnny B. Goode (Chuck Berry) 2:39
22. Good Golly Miss Molly (Robert "Bumps" Blackwell / John Marascalco) 2:16
23. Be-Bop-A-Lula (Tex Davis / Gene Vincent) 2:26
24. Don't Be Cruel (Otis Blackwell / Elvis Presley) 1:57

## Whole Lotta Shakin': The Best of Jerry Lee Lewis at Sun Records
Albums de Jerry Lee Lewis
Whole Lotta Shakin' Goin On: The Very Best of Jerry Lee Lewis (compilation)
(1996) A Half-Century of Hits (compilation)
(2006)
Whole Lotta Shakin': The Best of Jerry Lee Lewis at Sun Recordst est une compilation de Jerry Lee Lewis, sortie le 19 septembre 2006 sous le label Sun Records.
Liste des chansons :
1. Whole Lotta Shakin' Goin' On 2:55
2. Great Balls of Fire 1:53
3. Crazy Arms (Ralph Mooney / Chuck Seals) 2:45
4. It'll Be Me (Jack Clement) 2:46
5. You Win Again 2:56
6. Breathless 2:44
7. High School Confidential 2:30
8. Let's Talk About Us 2:10
9. What'd I Say 2:28
10. Cold Cold Heart 3:08
11. Save the Last Dance for Me 1:52
12. Sweet Little Sixteen (Chuck Berry) 2:55
13. Good Golly Miss Molly 2:12
14. Hang Up My Rock 'N' Roll Shoes 2:33
15. I'll Sail My Ship Alone (Henry Bernard / Morry Burns / Barry Mann / Henry Thurston) 2:09
16. Jambalaya 1:59
17. Matchbox 1:51
18. Hello Josephine 2:19
19. Waiting for a Train 1:42
20. The Wild Side of Life 2:47